# Natalija Koutuzova
Natalija Koutuzova, ruska vaterpolistka, * 18. marec 1975.
Koutuzova je z rusko žensko vaterpolsko reprezentanco na XXVII. Poletnih olimpijkih igrah 2000 v Sydneyju osvojila bronasto Olimpijsko medaljo.